# Cabo de Hornos (commune)
Pour les articles homonymes, voir Cabo de Hornos (homonymie).
Cabo de Hornos (en espagnol Cap Horn) est une commune chilienne située au sud de l'archipel de la Terre de Feu, dans la province de l'Antarctique chilien, dans la région de Magallanes et de l'Antarctique chilien. La municipalité (gouvernement local) de Cabo de Hornos, situé dans la ville de Puerto Williams, administre également la commune de l'Antarctique chilien. Elle est nommée d'après le cap Horn.

## Démographie
D'après le recensement du Instituto Nacional de Estadísticas de 2012, Cabo de Hornos couvre une superficie du 15 853,7 km2 et comptait à cette date 1 677 habitants. En 2002, la population comprenait 1 403 hommes et 859 femmes. Parmi ceux-ci, 1 952 (86,3%) vivaient en zone urbaine et 310 (13,7%) en zone rurale. La population s'est accrue de 24,7% (448 personnes) entre 1992 et 2002, date du dernier recensement.

## Climat
Le climat de Natales est de type Toundra avec une amplitude thermique inférieure de 5 °C  (ETi dans la classification de Köppen). Dans l'agglomération de Puerto Edén la température annuelle moyenne est de 7,1 °C et les précipitations annuelles particulièrement abondantes avec un cumul de 5 745 mm.
| Mois                     | jan. | fév. | mars | avril | mai  | juin | jui. | août | sep. | oct. | nov. | déc. | année |
| ------------------------ | ---- | ---- | ---- | ----- | ---- | ---- | ---- | ---- | ---- | ---- | ---- | ---- | ----- |
| Température moyenne (°C) | 9,8  | 9,3  | 8,4  | 6,1   | 3,8  | 2,6  | 2,2  | 1,8  | 3,9  | 6,2  | 7,2  | 9,6  | 5,9   |
| Précipitations (mm)      | 51,9 | 44,1 | 40,8 | 38,3  | 44,3 | 26,6 | 34,8 | 42,8 | 26,2 | 25,7 | 33,6 | 38,7 | 447,8 |